# John A. Peters (Politiker, 1864)

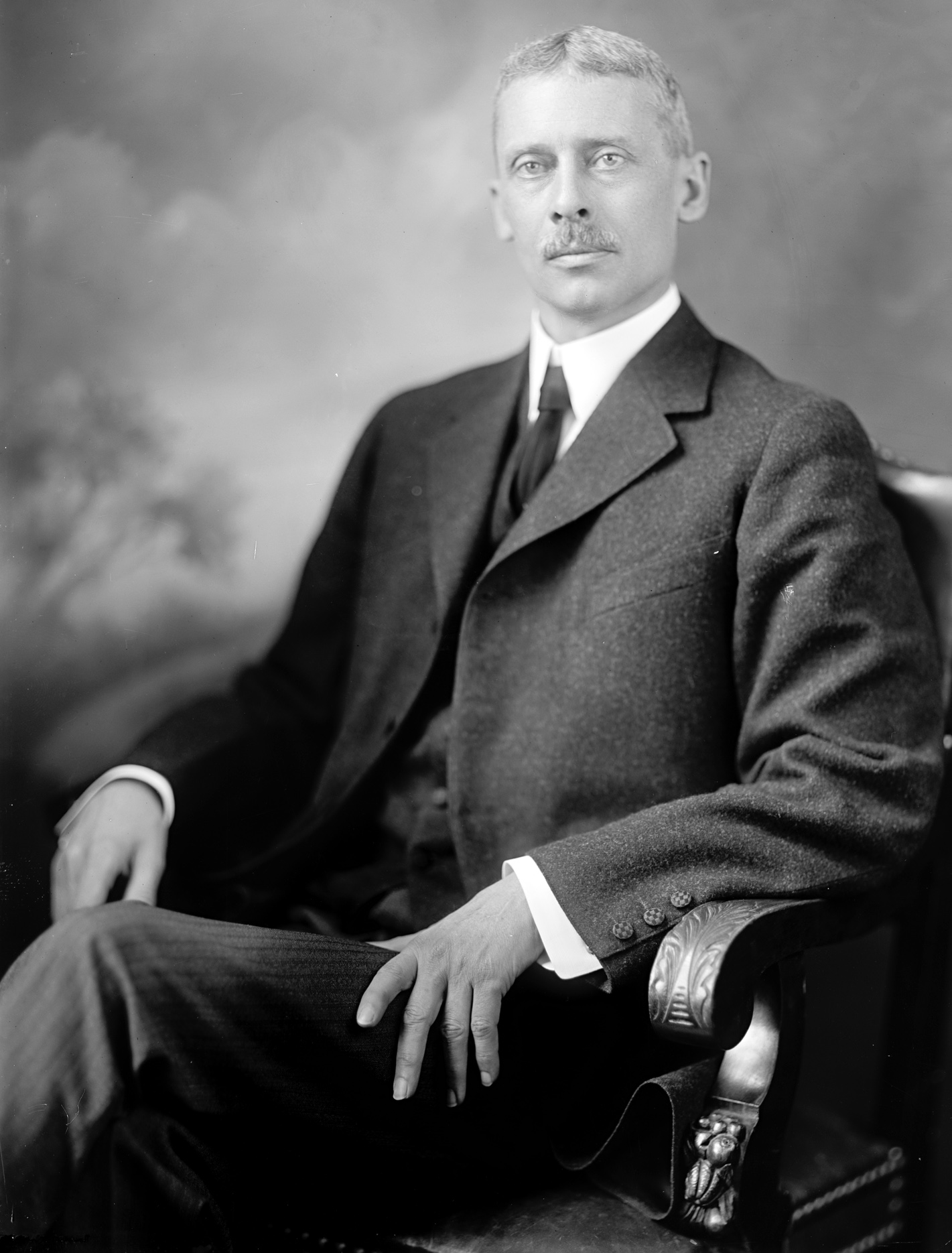
John A. Peters

John Andrew Peters (* 13. August 1864 in Ellsworth, Maine; † 22. August 1953 ebenda) war ein US-amerikanischer Jurist und Politiker. Zwischen 1913 und 1922 vertrat er den Bundesstaat Maine im US-Repräsentantenhaus. Anschließend wurde er Bundesrichter am Bundesbezirksgericht für den Distrikt von Maine.

## Werdegang
John Peters war ein Neffe des gleichnamigen John A. Peters (1822–1904), der zwischen 1867 und 1873 ebenfalls den Staat Maine im Kongress vertrat. Der jüngere Peters besuchte die öffentlichen Schulen seiner Heimat und danach bis 1885 das Bowdoin College in Brunswick. Nach einem anschließenden Jurastudium und seiner 1887 erfolgten Zulassung als Rechtsanwalt begann er in Ellsworth in diesem Beruf zu praktizieren. In den Jahren 1896 bis 1908 war Peters städtischer Richter in Ellsworth.
Politisch war Peters Mitglied der Republikanischen Partei. In den Jahren 1909, 1911 und 1913 saß er als Abgeordneter im Repräsentantenhaus von Maine; 1913 war er dessen Präsident. Nach dem Tod des Kongressabgeordneten Forrest Goodwin wurde Peters bei der notwendigen Nachwahl im dritten Wahlbezirk von Maine als dessen Nachfolger in das US-Repräsentantenhaus in Washington gewählt. Dort trat er am 9. September 1913 sein neues Mandat an. Nachdem er bei den folgenden vier regulären Wahlen jeweils bestätigt wurde, konnte er bis zu seinem Rücktritt am 2. Januar 1922 im Kongress verbleiben. In diese Zeit fiel der Erste Weltkrieg. Außerdem wurden damals der 18. und der 19. Verfassungszusatz im Kongress beraten und verabschiedet. Dabei ging es um das Prohibitionsgesetz und die bundesweite Einführung des Frauenwahlrechts. Im Juni 1916 nahm John Peters als Delegierter an der Republican National Convention in Chicago teil, auf der Charles Evans Hughes als Präsidentschaftskandidat nominiert wurde. Dieser unterlag bei der folgenden Wahl dem amtierenden Präsidenten Woodrow Wilson.
Peters’ Rücktritt erfolgte, nachdem er von Präsident Warren G. Harding als Nachfolger von Clarence Hale zum Richter am United States District Court for the District of Maine ernannt worden war. Dieses Amt bekleidete er von 1922 bis 1947; sein Sitz an diesem Gericht fiel anschließend an John David Clifford. Er war außerdem noch Vizepräsident des Bowdoin College. John Peters starb am 22. August 1953 in seinem Geburtsort Ellsworth und wurde dort auch beigesetzt.